# Hermann Hinzer
Hermann Hinzer ist ein ehemaliger deutscher Basketballspieler.

## Leben
Hinzer spielte auf Vereinsebene für den ASK Vorwärts Leipzig, mit dem er mehrmals Meister der Deutschen Demokratischen Republik wurde und zudem im Europapokal der Landesmeister antrat. Er wurde 37 Mal in die DDR-Nationalmannschaft berufen. Beim Ausscheidungsturnier für die Olympischen Sommerspiele 1968 war Hinzer mit einem Punktedurchschnitt von 11,4 je Begegnung bester Korbschütze der deutschen Mannschaft. Er studierte an der Deutschen Hochschule für Körperkultur, seinen Abschluss erlangte er 1973, der Titel seiner Diplomarbeit lautete „Die Entwicklung, Spielweise und Ausbildung des Universalspielers im modernen Basketball“.
In späteren Jahren engagierte sich Hinzer bei den Uni-Riesen Leipzig unter anderem als Betreuer der Schiedsrichter sowie der Gastmannschaften. Dem Basketballsport blieb er auch im Altherrenalter sportlich verbunden, indem er an Seniorenwettkämpfen wie den Bundesbestenspiele im Altersbereich Ü60 teilnahm.